# Тиргу-Тротуш
Тиргу-Тротуш (рум. Târgu Trotuș) — село у повіті Бакеу в Румунії. Входить до складу комуни Тиргу-Тротуш.
Село розташоване на відстані 208 км на північ від Бухареста, 39 км на південний захід від Бакеу, 121 км на південний захід від Ясс, 141 км на північний захід від Галаца, 106 км на північний схід від Брашова.

## Населення
За даними перепису населення 2002 року у селі проживали 2065 осіб, з них 2063 особи (99,9%) румунів. Рідною мовою 2063 особи (99,9%) назвали румунську.